# 陳序
陳序（？—？），字观生，號莘樂，山东兖州府曹县人。

## 生平
万历四十六年（1618年）戊午科山东乡试第十一名举人，四十七年（1619年）联捷己未科進士，都察院觀政，四十八年授魏县知县，天啓五年（1625年）四月，以卓异考选户科给事中，以门户纠礼部尚书王图、太常寺少卿甄淑，上命王图以原官闲住。又疏参兵部侍郎孙居相、南赣巡抚梅之焕，以居相、之焕出赵南星之门，而密交杨涟也，俱削夺。六年八月升本科右给事中，七年七月转左，八月以宁锦功加升一级，大同册封，升山西參政，調河南，回籍寻卒。崇祯二年四月以阉党被削籍。